# Maj 2014
| Maj 2014 |
| Månader under 2014: Januari · Februari · Mars · April · Maj · Juni · Juli · Augusti · September · Oktober · November · December ← December 2013 · Januari 2015 → |

## Händelser

### 1 maj
- Våldsamma upplopp inträffar i Jönköping under första maj-demonstrationerna. Där antirasistiska demonstranter sammandrabbar med Svenskarnas parti. 32 personer grips av polis.

### 2 maj
- Runt 2100 människor dödas i ett jordskred i norra Afghanistan.[1]

### 10 maj
- Finalen i Eurovision Song Contest 2014 äger rum i Köpenhamn, Danmark. Österrike vinner för andra gången sedan 1966. Denna gång med Conchita Wurst med låten Rise Like A Phoenix.[2]

### 20 maj
- I Skåne går Färs & Frosta Sparbank, Sparbanken 1826 och delar av Sparbanken Öresund samman för att bilda en ny bank, Sparbanken Skåne.

### 25 maj

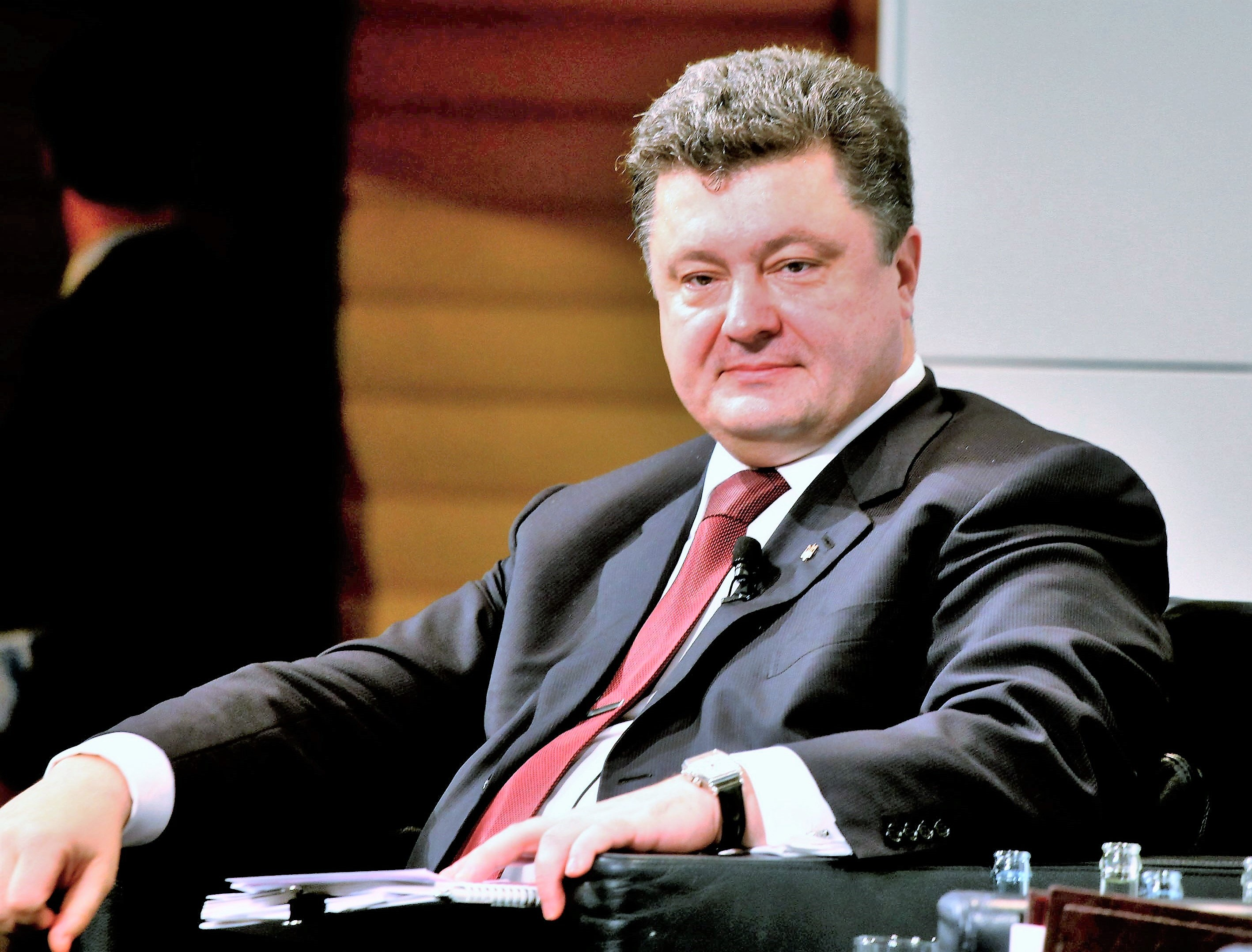
Petro Porosjenko.

- Presidentvalet i Ukraina vinns av Petro Porosjenko.